# Nimigea de Jos
Nimigea de Jos (węg. Magyarnemegye) – wieś w Rumunii, w okręgu Bistrița-Năsăud, w gminie Nimigea. W 2011 roku liczyła 1567 mieszkańców.